# Stazione di Trento San Bartolameo
La stazione di Trento San Bartolameo (prima del 14 dicembre 2008, stazione di San Bartolameo) è una fermata ferroviaria della ferrovia della Valsugana, posta tra la fermata di Trento Santa Chiara e la stazione di Villazzano. È una delle undici stazioni situate all'interno del territorio comunale di Trento.

## Storia
La fermata fu istituita il 9 dicembre 2007 con l'introduzione del cambio d'orario per il 2008. La denominazione originaria dell'impianto, San Bartolameo, riprende quella del quartiere San Bartolomeo. È collocata nei pressi dell'omonimo studentato universitario: un villaggio adibito all'alloggio degli studenti dell'Università degli Studi di Trento.
Il 14 dicembre 2008, Rete Ferroviaria Italiana (RFI) cambiò il nome dell'impianto in Trento San Bartolameo.

## Strutture e impianti
La fermata si trova in posizione sopraelevata rispetto agli appartamenti universitari, lungo il versante est di quello che è conosciuto come "colle di Villazzano". L'architettura ricalca lo stile impiegato per la vicina stazione di Santa Chiara. Il marciapiede è lungo 150 m. L'accesso al binario passante è permesso tramite rampe di scale.

## Movimento
L'impianto ferroviario è servito dai treni regionali che hanno come destinazioni Trento, Borgo Valsugana Est, Bassano del Grappa, Venezia e Padova.
Trovandosi all'interno del comune di Trento, è raggiungibile dal centro cittadino utilizzando i biglietti e le tariffazioni del trasporto urbano.